# Jo Hammerborg
Jo Hammerborg (* 1920; † 1982) war ein dänischer Industriedesigner, der mit seinen zwischen 1957 und 1980 für den Leuchtenhersteller Fog & Mørup im Skandinavischen Design entworfenen Beleuchtungskörpern bekannt wurde.

## Leben
Jo Hammerborg wuchs in einer bürgerlichen Familie am Rande der dänischen Hafenstadt Randers auf. Er erhielt eine Ausbildung zum Silberschmied. Zwischen 1940 und 1945 betätigte er sich im dänischen Widerstand als Saboteur gegen die deutsche Besatzungsmacht im Zweiten Weltkrieg. Danach studierte Hammerborg an der Königlich Dänischen Kunstakademie und arbeitete als Silberschmied bei Georg Jensen. 1957 stellte ihn der dänische Leuchtenhersteller Fog & Mørup als Chefdesigner ein, bei dem er bis 1980 tätig war. Unter Hammerborgs Führung erlebte das Unternehmen seine kreativste und kommerziell erfolgreichste Zeit, zu der er mit über 180 verschiedenen Lampendesigns beitrug. Einige seiner Entwürfe wurden mit internationalen Preisen ausgezeichnet. Fog & Mørup durchlief 1980 eine Reihe von Firmenfusionen und stellte Ende der 1990er Jahre die Produktion ein.
Hammerborg war zudem ein vielseitiger Sportler, Flieger und Fallschirmspringer. 1982 kam er bei einem Fallschirmsprung ums Leben.

## Werke (Auswahl)
- Hängeleuchte Sektor
- Leuchte Juno, 1960er Jahre
- Hängeleuchte Orient, 1960
- Tischleuchte Studio, 1963
- Hängeleuchte Pompei, 1963
- Deckenleuchte Nova, 1963
- Hängeleuchte Eiffel, 1963
- Wandleuchte Alfa, 1963
- Stehleuchte Lampadaire, 1965
- Tischleuchte President, 1965
- Leuchte Trombone II, 1966
- Leuchte Monolit, 1966
- Stehleuchte Kardinal, 1966
- Stehleuchte Flet, 1967
- Hängeleuchte Vega, 1968
- Hängeleuchte Hydra 1, 1969
- Wand- und Hängeleuchte Kastor, 1969
- Hängeleuchte Zone, 1969
- Hängeleuchte Corona, 1970
- Hängeleuchte Milieu Maxi, 1975
- Hängeleuchte Silhuet 2, 1977